# Stejar (okręg Arad)
Stejar – wieś w Rumunii, w okręgu Arad, w gminie Vărădia de Mureș. W 2011 roku liczyła 162 mieszkańców. 